# Siergiej Muchanow
Siergiej Siergiejewicz Muchanow (ur. 1833 w Starej Wołogdzie, zm. 29 maja 1897 w Przemęczanach) – urzędnik rosyjski, oficer Oddzielnego Korpusu Żandarmów, prezes Dyrekcji Warszawskich Teatrów Rządowych, mąż pianistki Marii Kalergis.

## Życiorys
Był synem Siergieja Aleksandrowicza Muchanowa, gubernatora Charkowa, i hrabianki Minadory von Sievers. Od młodości służył w wojsku. W 1861 znalazł się w Warszawie, mianowany adiutantem namiestnika Królestwa Polskiego generała Aleksandra Lüdersa. W stopniu podpułkownika żandarmerii pełnił od lipca 1862 obowiązki oberpolicmajstra Warszawy i uczestniczył w przygotowaniu listy 12 tysięcy młodych obywateli Królestwa Polskiego wytypowanych do branki. Już po wybuchu powstania styczniowego jako adiutant kolejnego namiestnika, wielkiego księcia Konstantego Mikołajewicza, uczestniczył w działaniach wojennych. Z funkcji oberpolicmajstra i służby w żandarmerii zrezygnował w marcu 1863.
Niemal od początku pobytu w Warszawie Muchanow należał do adoratorów ustosunkowanej arystokratki i muzy artystów Marii Kalergis, z domu hrabianki Nesselrode. Kalergis owdowiała w 1863; młodszy o ponad 10 lat Muchanow, licząc na podniesienie tą drogą swojej pozycji towarzyskiej, poprosił ją wówczas o rękę i został przyjęty. Ślub miał miejsce w Baden-Baden 30 września 1863. Dymisja męża i zachwianie jego kariery kosztowały Marię Kalergis załamanie nerwowe; po pewnym czasie udało się jej jednak uzyskać dla niego w Petersburgu nominację na administratora pałaców cesarskich w Królestwie Polskim i prezesa Dyrekcji Teatrów Rządowych. Muchanow, poparty też przez namiestnika Fiodora Berga, odebrał nominację 27 kwietnia 1868.
Na okres prezesury Muchanowa, wspieranego przez żonę, przypadł rozkwit warszawskiego życia teatralnego. Muchanow, z pomocą administracyjną dyrektorów Warszawskich Teatrów Rządowych Mikołaja Bojanowskiego i Bogumiła Folanda, zdołał uregulować finanse instytucji, znajdując zarazem dodatkowe źródło dochodów w postaci podatku od przedstawień w teatrzykach ogrodowych. Rosjanin zasłużył się także remontem gmachów teatralnych oraz doprowadzeniem do otwarcia Teatru Letniego.
Znaczące zasługi położył też Siergiej Muchanow w dziedzinie poziomu artystycznego sceny warszawskiej. Mógł liczyć na wsparcie namiestnika Berga, który do sprawy teatrów został przekonany przez Marię Kalergis, a także na pomoc wybitnych przedstawicieli polskiej kultury, m.in. Stanisława Moniuszki, Jana Chęcińskiego, Aleksandra Przezdzieckiego, Józefa Keniga, Władysława Bogusławskiego. Do Warszawy zaproszona została Helena Modrzejewska, która uzyskała szereg przywilejów, w tym w zakresie doboru repertuaru, dzięki czemu na scenach Warszawy pojawiły się dzieła Szekspira, Słowackiego, Schillera, Fredry. Repertuar operowy wzbogacono o utwory Moniuszki, nadając im staranną oprawę. Zadbano także o stworzenie zespołu aktorskiego i niebawem do Modrzejewskiej, a także znanych już wcześniej warszawskiej publiczności Alojzego Żółkowskiego, Jana Królikowskiego, Wiktoryny Bakałowiczowej, Salomei Palińskiej czy Aleksandry Rakiewiczowej, dołączyli m.in. Romana Popiel, Wincenty Rapacki, Bolesław Leszczyński, Marian Prażmowski, Edward Wolski. Okres ten w dziejach warszawskiej sceny nosi miano „epoki gwiazd”.
Schyłek sukcesów nastąpił w 1874, kiedy zmarli Maria Kalergis (22 czerwca) i Jan Chęciński (30 grudnia). Modrzejewska utraciła protektorkę i zniechęcona cenzurą oraz sporami w zespole aktorskim wkrótce wyjechała do Stanów Zjednoczonych. W roli reżysera nie dorównali poprzednikowi Rapacki i Bogusławski, jak również Emil Deryng, którego córka Maria daremnie pretendowała do miana następczyni Modrzejewskiej. Ostatnią próbą powrotu do świetności, podjętą przez Muchanowa, było zaangażowanie jako reżysera Jana Tatarkiewicza (1878), jednak także on, mimo zatrudnienia takich aktorów jak Jadwiga Czaki, Adolfina Zimajer, Józef Kotarbiński czy Honorata Leszczyńska (córka Wincentego Rapackiego), nie odniósł wielkiego sukcesu. W tej sytuacji Siergiej Muchanow zaniedbał nieco scenę dramatyczną i operową, swoją uwagę kierując na zespół baletowy. Ze stanowiska prezesa Dyrekcji Warszawskich Teatrów Rządowych odszedł 12 czerwca 1880 i wkrótce wyjechał na wieś. Zmarł 29 maja 1897 w Przemęczanach koło Miechowa.
Drugą żoną Muchanowa była od około 1882 Waleria Pignan, uważana za jedną ze zdolniejszych tancerek Warszawskich Teatrów Rządowych. Debiutowała ona we wrześniu 1869 jako uczennica szkoły baletu w Warszawie, w latach 70. wykonywała kilka znanych partii; scenę opuściła po wyjściu za mąż za Muchanowa.